# Donnie Avery
Donnie Dion Avery (* 12. června 1984 v Houstonu, stát Texas, Spojené státy americké) je bývalý hráč amerického fotbalu, který nastupoval na pozici Wide receivera v National Football League. Univerzitní fotbal hrál za University of Houston, poté byl vybrán v druhém kole Draftu NFL 2008 týmem St. Louis Rams.

## Vysoká škola
Na Hastings High School v Alief ve státě Texas byl v posledním ročníku vybrán do all-star týmu na pozici jak wide receivera, tak specialisty na returny. V roce 2002 pomohl týmu k bilanci 11-3 a titulu okrskového šampióna, když zachytil 36 přihrávek pro 502 yardů a dva touchdowny. Kromě toho vrátil 13 puntů pro 399 yardů a 3 touchdowny, a 7 kick-offů pro 345 yardů a jeden touchdown. Navíc přidal 16 běhů pro 175 yardů a 2 touchdowny.

## Univerzitní fotbal
V roce 2004 nastoupil do 11 utkání, ve kterých zachytil 18 přihrávek pro 343 yardů a byl vybrán do all-star týmu Conference USA All-Freshman. O rok později už odehrál 12 utkání, z toho do desíti nastoupil jako startující hráč, a zachytil 44 přihrávek pro 688 yardů a 5 touchdownů. Jako junior v roce 2006 zachytil 57 přihrávek pro 852 yardů a 5 touchdownů. V roce 2007 vedl Avery Houston Cougars s 91 zachycenými přihrávkami pro školní a konferenční rekord 1 456 yardů a 7 touchdownů, za což byl vybrán do prvního all-star týmu All-Conference USA.

## Profesionální kariéra
V druhém kole Draftu NFL 2008 byl na 33. místě celkově vybrán týmem St. Louis Rams. Stal se tak stal vůbec prvním draftovaným wide receiverem v roce 2008.
| Parametry před draftem |           |        |        |        |        |          |           |                 |             |           |
| Výška                  | Váha      | 40 yd  | 10 yd  | 20 ya  | 20 ss  | 3 kužely | Vert      | Broad           | Bench Press | Wonderlic |
| 5 stop 11 palců        | 192 liber | 4.27 s | 1.47 s | 2.51 s | 3.91 s | 6.30 s   | 37½ palce | 10 stop 6 palců | 16          | 14        |

### St. Louis Rams
26. července 2008 podepsal Avery čtyřletou smlouvu na 4,8 milionu dolarů (z toho 3 miliony garantovaných) se St. Louis Rams. V nováčkovské sezóně zachytil 53 přihrávek pro 674 yardů, 3 touchdowny a jeden běhový touchdown. Za tyto výkony dostal Cenu Carrolla Rosenblooma pro nováčku roku v týmu St. Louis Rams. Bylo to poprvé, kdy vítězný hráč nebyl vybrán v prvním kole draftu od doby linebackera Pisy Tinoisamoy v roce 2003. V třetím přípravném utkání sezóny 2010 proti New England Patriots si ale poranil koleno, a kvůli tomu zmeškal celou sezónu 2010. 3. září 2011 byl ze služeb Rams propuštěn.

### Tennessee Titans
28. září 2011 podepsal Avery smlouvu s Tennessee Titans.

### Indianapolis Colts
Avery podepsal 23. března 2012 smlouvu Indianapolis Colts. 9. září potom zachytil 6-yardovou přihrávku Andrewa Lucka pro touchdown, což byla Luckova první pasová přihrávka na touchdown v NFL. Po zranění wide receivera Austina Collie se stává startujícím hráčem a celkem si v šestnácti zápasech připíše 60 zachycených přihrávek pro 781 yardů (nejvíc v kariéře) a 3 touchdowny.

### Kansas City Chiefs
12. dubna 2013 podepsal Avery smlouvu s Kansas City Chiefs. Zde odehrál všech 16 utkání základní části a zachytil v nich 40 přihrávek pro 596 yardů a 2 touchdowny. V zápase čtvrtého týdne sezóny 2014 proti New England Patriots si poranil třísla a než se uzdravil, přišel o místo startujícího hráče. 17. února 2015 pak byl Chiefs propuštěn.